# Preslava
Preslava Koleva Ivanova (bulharsky: Петя Колева Иванова) je bulharská pop-folková zpěvačka známá je pod jménem Preslava. Narodila se v bulharském Dobriči, zde dokončila své hudební vzdělání. Její hudební kariéra začala v roce 2004. Jedná se o jednu z nejúspěšnějších bulharských pop-folkových zpěvaček.

## Diskografie
- Preslava (2004)
- Dyavolsko Zhelanie (Дяволско желание) (2005)
- Intriga (Интрига) (2006)
- Ne Sam Angel (Не съм ангел) (2007)
- Pazi Se Ot Priyatelki (Пази се от приятелки) (2009)
- Kak Ti Stoi (Как ти стои) (2011)